# Charles Aznavourmuseet

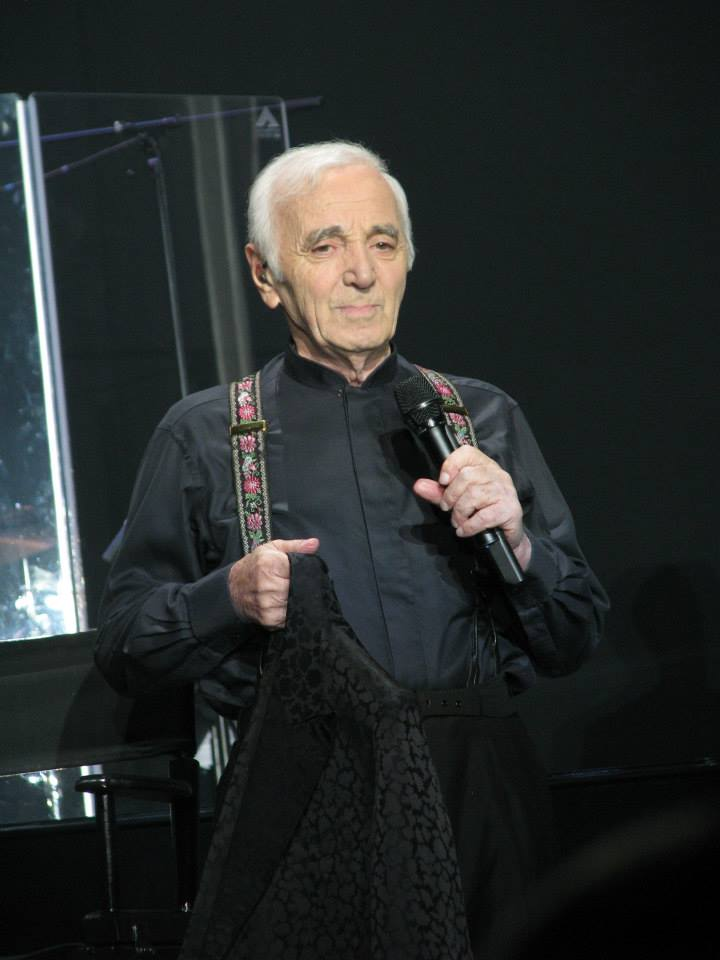
Charles Aznavour.

Charles Aznavourmuseet (armeniska: Շառլ Ազնավուրի թանգարան), också känt som Charles Aznavours hus, är ett person- och musikmuseum i Jerevan i Armenien, tillägnat den fransk-armeniske artisten Charles Aznavour. Museet öppnade 2011 i ett femvåningshus högt upp vid Kaskaden. Där finns också Charles Aznavours lägenhet och en friluftskonsertarena med 120-150 lyssnarplatser. 
Projektet att grunda Charles Aznavourmuseet startade 2007, finansierat av armeniska staten. Byggnaden blev klar 2009, varefter Charles Aznavours stiftelse ombesörjde formgivningen och iordningställandet av interiören. Museet ställer ut böcker, musikpriser, affischer och fotografier samt presenterar artistens musikproduktion genom olika medier.